# ウィルフレッド・バーチェット
ウィルフレッド・グラハム・バーチェット（Wilfred Graham Burchett, 1911年9月16日 - 1983年9月27日）は、オーストラリア出身のジャーナリスト。

## 生涯
1911年9月16日に、オーストラリアのメルボルンに生まれる。貧困な環境に育ち、大学に行かず、掃除機のセールスマンや農業労働者などの職業に就く。しかし、暇な時間は、語学などの勉学に費やした。このことが、後に、ジャーナリストでの成功の糧となる。
1936年、オーストラリアを出国し、イギリスのロンドンで旅行代理店の職にありつく。オーストラリア人ジャーナリストのデニス・ワーナーによれば、1937年に、ロンドンのソ連大使イワン・マイスキーにより、インツーリストのロンドン事務所を開設するのに招かれる。数か月の後、ソビエトとイギリスの関係悪化により、閉鎖となる。バーチェットは、ドイツ国内からイギリス信託統治下のパレスチナやアメリカ合衆国への移住を斡旋する旅行会社に就職する。最初の妻でユダヤ系ドイツ人のエルナ・ハマーと結婚する。
1940年、ジャーナリストとしての最初の活動をになう。フリージャーナリストとして、ヴィシー政権下のニューカレドニアでの反乱のリポートが、ロンドンの『デイリー・エクスプレス』紙に掲載される。第二次世界大戦中は、ビルマや中国で報道活動に従事する。また、太平洋戦争でのアメリカ軍の反攻も、リポートしている。GHQの報道規制があったにもかかわらず、1945年9月3日、原爆投下から1か月を経ていない広島市を訪問し、その惨状を「ノー・モア・ヒロシマ (No more Hirosima)」という言葉とともに世界に打電した。1945年9月5日、デイリー・エクスプレス紙でまとまった記事「原子の伝染病」(The Atomic Plague)が掲載され、被害の重大さ、放射能の恐ろしさが取り上げられている。その直後、アメリカの『ニューヨーク・タイムズ』紙は、「広島に放射能はもうない」として、バーチェットを左翼の扇動者とする記事を掲載した。日本においては、広島の惨状を世界に伝えたバーチェットの業績が、高く評価されている。
ギリシアやベルリンでの特派員としての仕事の後、イギリスの『タイムズ』紙で、東ヨーロッパの記事を掲載する。
1953年の朝鮮戦争の休戦会談においては、北朝鮮側からの取材陣に加わった。
1956年から6年間、『ナショナル・ガーディアン』(National Guardian)紙特派員としてソビエト連邦に派遣される。ソ連についても、好意的な報道となっている。「新しい人道主義がソビエト連邦に根付いており、西側はみすぼらしく見えるようになった」とまで書いてあるとしている。また、ベトナム戦争において、一般市民を巻き添えにした爆撃を敢行しているアメリカ側を非難し、北ベトナム側にたった報道姿勢を貫いている。
1976年10月14日の『ガーディアン』紙では、カンボジア情勢においてクメール・ルージュに好意的な記事を書いていた。
1983年9月27日、ブルガリアのソフィアにて死去。72歳であった。
バーチェットに対しては、多くのジャーナリストからはきつい批判があるものの、自分の所属している陣営に敵対している別の当事者を取材するという態度については、高く評価をする人もすくなからずいる。

## 誤認

### 広島原爆レポ第1号
上記の広島に関するものは多くの文献で書かれているものである。海外への広島原爆ルポは長らくバーチェットが最初とされており広島市および広島県も認定していたが、1998年11月日本外国特派員協会発行『Foreign Correspondents in Japan: Reporting a Half Century of Upheavals : From 1945 to the Present』によってUP通信（UPI通信）レスリー・ナカシマが1945年8月27日に打電したものが最初であることが判明した。なお上記にでてくる『ニューヨーク・タイムズ』でもプレスコードが始まる前でありバーチェットよりも早い同年8月31日付でナカシマの記事を掲載している。
バーチェットだと誤認された過程を地元紙中国新聞が2000年10月5日付で報じている。
- 1954年8月号『世界』岩波書店発行 - バーチェットの寄稿を掲載。この際「単身広島に至り、原爆被害第一報を打電…全世界に訴えられた」と世界（岩波）側が前置きに記載[3]。
- 1959年『原水爆時代』今堀誠二著三一書房発行 - バーチェットの記事と、世界の共通キャンペーンとなった「ノー・モア・ヒロシマ」を彼が唱えたとして紹介。なおこの原水爆時代は現在でも原爆文献の古典として重要視されている[3]。
- 他の研究者や報道機関は『原水爆時代』をソースに記載[3]。

現在、広島県および広島市の資料ではナカシマが初として修正されているが、一方でバーチェットも同時期に報道していたとして紹介はされている。

### ノー・モア・ヒロシマ
「ノー・モア・ヒロシマ」は、ナカシマと同じUP通信のルサフォード・ポーツが谷本清への取材記事を1948年3月に打電した中で初めて唱えられ、駐留米軍紙を経てアメリカ人教会管理人アルフレッド・パーカーが平和運動のスローガンに用いて世界に広がったのが正しい経緯である。つまり谷本とパーカーが運動提唱者、ポーツが初報道者になる。
これも上記のように多くの資料でバーチェットが唱えたと誤認されている。1945年9月3日付『デイリー・エクスプレス』にはノー・モア・ヒロシマという文字は記載されておらず、バーチェット自身ものちの取材に対し自分ではないと否定している。

## 主な著作

### 日本語訳
- 山田坂仁訳『人民民主主義の国々』上下巻、青木文庫、1953年
- 山田坂仁、小川修訳『纏足を解いた中国』上下巻、岩波新書、1954年
- 中野好夫訳『十七度線の北―ヴェトナムの戦争と平和』上下巻、岩波新書、1957年
- 内山敏訳『60年代のソ連』上下巻、岩波新書、1962年
- 毎日新聞外信部訳『ベトナム戦争の内幕』毎日新聞外信部、1964年
- 内山敏訳『ふたたび朝鮮で』紀伊国屋書店、1968年
- 吉川勇一訳『立ち上がる南部アフリカ』上下巻、サイマル出版会、1978年
- 土生長穂ほか訳『カンボジア現代史』連合出版、1983年、新版1989年、1991年
- 成田良雄、文京洙訳『広島 TODAY』連合出版、1983年